# Parc de Can Solei i Ca l'Arnús
El Parc de Can Solei i Ca l'Arnús està situat al barri de Casagemes de Badalona. Té una superfície de 9,3 ha, i limita al nord amb la C-31, a l'oest amb el carrer de la Seu d'Urgell, al sud amb el carrer de Sant Bru i a l'est amb la riera de Canyadó. Forma part de la xarxa de parcs metropolitans.

## Història

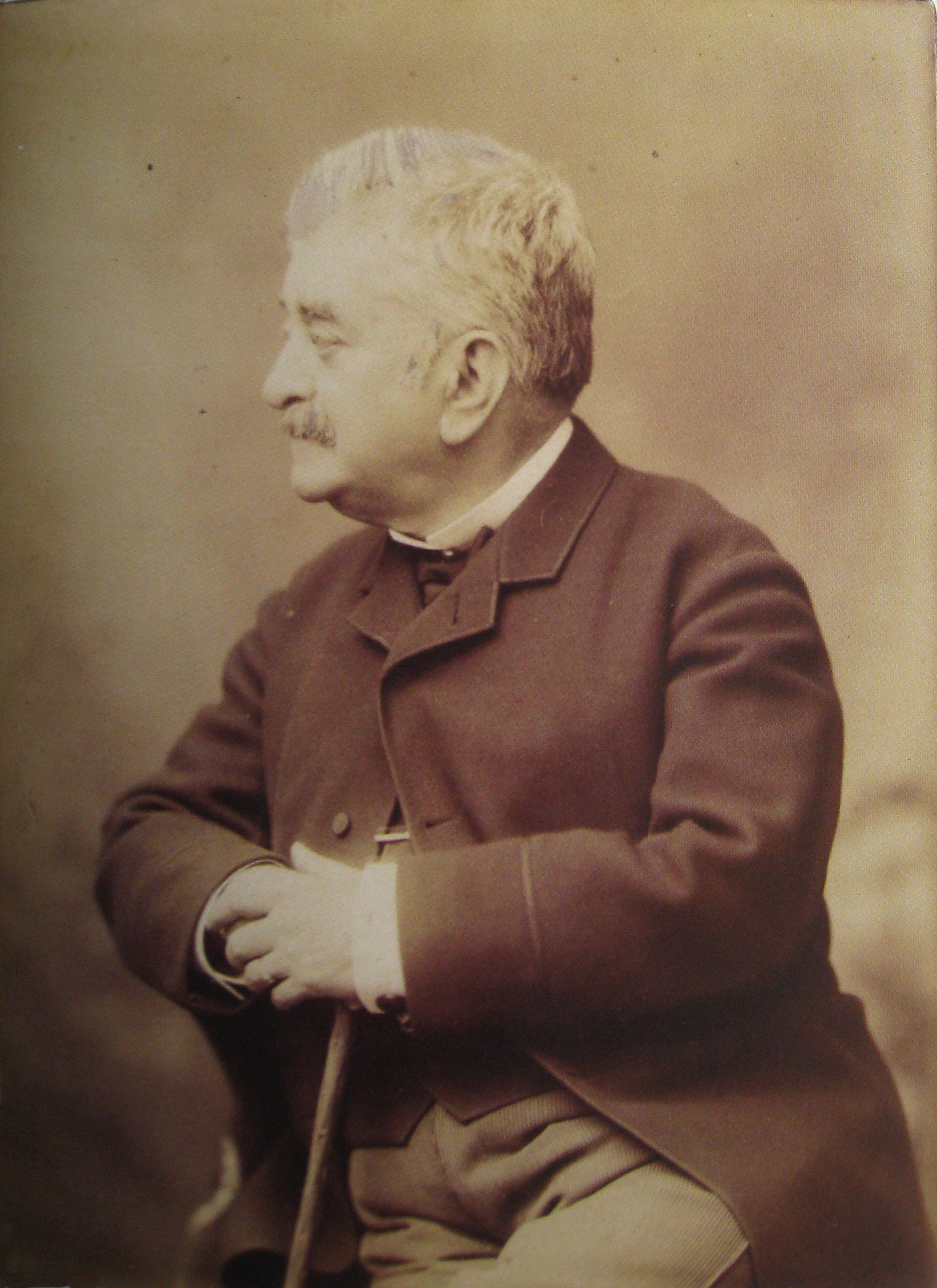
Evarist Arnús i de Ferrer, en un retrat de 1886 dels Fotògrafs Napoleon

El Mas Solei era una antiga finca agrícola documentada el 1565, quan Francesc Castellet i Joan Albert el vengueren a Dalmau Ros. A finals del segle xviii, pertanyia al doctor en lleis Pau Romà, que hi va reunir diverses propietats. El 1851, la finca, propietat dels cònjuges Ignasi Llobet i Josepa Oriol i Romà, va ser posada en subhasta a instància dels seus creditors, i el 1859, Evarist Arnús i de Ferrer, financer i destacat mecenes, va adquirir-ne 7 ha.
Arnús va encarregar a l'arquitecte Josep Oriol Mestres, autor de la seva residència al carrer d'Avinyó, una torre d'estiueig vorejada d'un jardí amb elements propis de l'estil de l'època, a més d'una horta per a consum propi i de les persones que treballaven per a ell. El poble de Badalona era convidat a entrar-hi en ocasions especials per a participar en festes populars, concerts o representacions teatrals. Amb motiu de la inauguració de l'Exposició Universal de Barcelona de 1888, Evarist Arnús va oferir hostalatge a la família reial durant dos dies a casa seva, i la reina regent Maria Cristina, acompanyada d'Alfons XIII (aleshores un nen de dos anys i mig) s'hi va allotjar. D'aquesta visita encara resta la cadena que voreja la casa, signe extern que hi va pernoctar un membre de la família reial.
El 1902, el seu fill Emili Arnús i Oliveras va encarregar-ne la reforma a Salvador Vinyals, que va afegir l'escalinata de l'entrada i feu construir un castell de torre quadrada al bell mig del llac, bastit amb una pedra portada des de Bèlgica.
Als anys 1990, la quarta generació de la família Arnús vengué la major part de la finca a la Corporació Metropolitana de Barcelona i la resta a una immobiliària.
Durant el franquisme, Can Solei va ser conegut oficialment com a Parque Municipal del alcalde Felipe Antoja, però el 1977 recuperà el nom original.

### Unió de Can Solei i Ca l'Arnús
Un dels grans reptes de l'Ajuntament de Badalona fou unir definitivament Can Solei i Ca l'Arnús, la qual cosa es va produir el 2007, quan es va fer efectiva la connexió simbòlica a través d'una porta que unia els dos espais. Actualment, la comunicació està molt més garantida a través de l'eix vertebrador del parc, que circula paral·lel al carrer de Sant Bru, unint la riera de Canyadó amb el carrer de la Seu d'Urgell, a més de diverses camins, des de l'obert pel costat de la torre de guaita, als annexes al jardí dels còculs de la part de Can Solei.

## Parc

### Can Solei

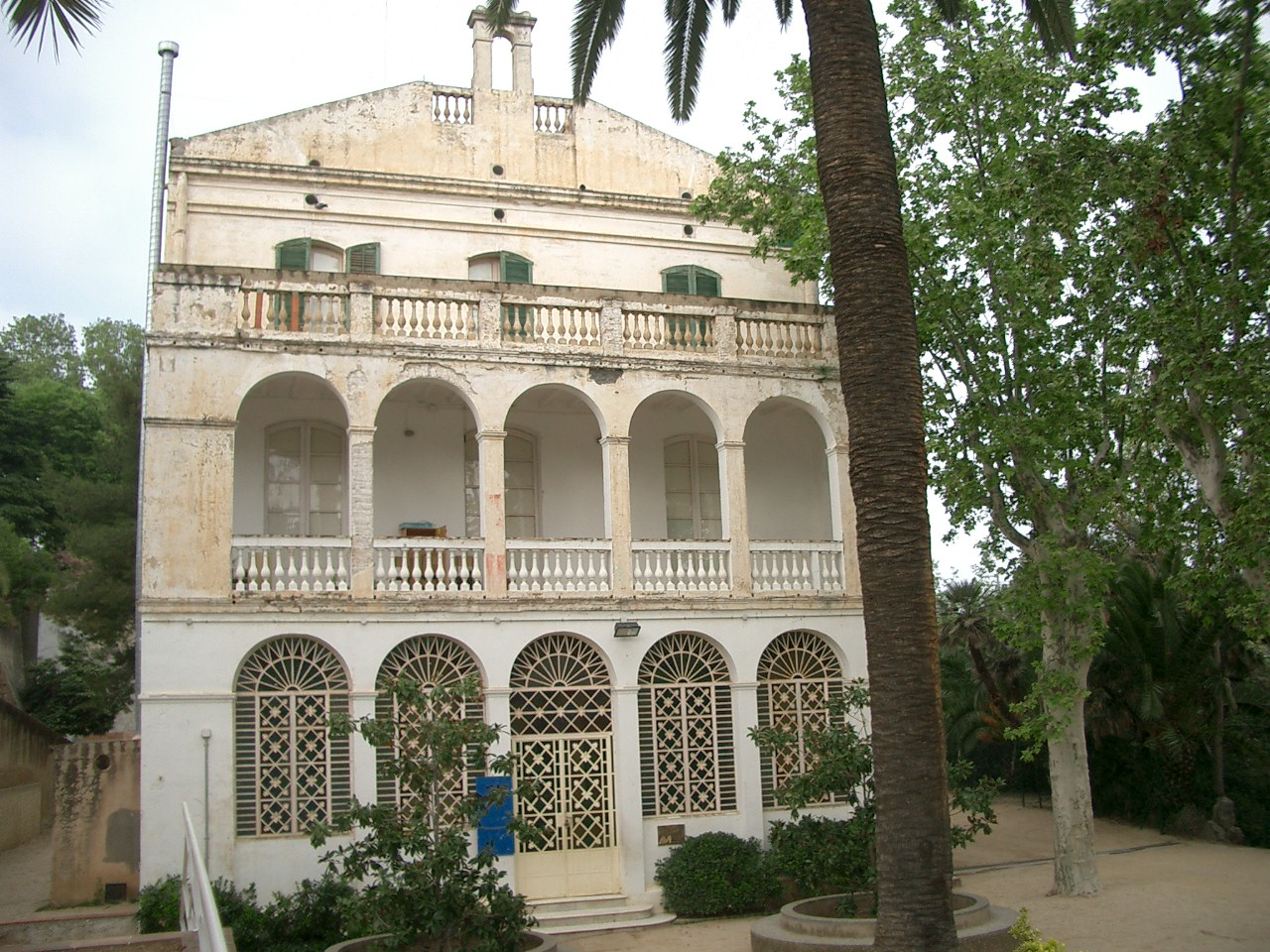
Una de les cases de Can Solei

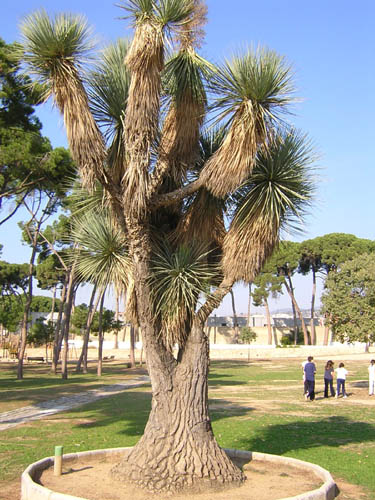
El Canelobre, la nolina de Can Solei

La configuració actual amb els edificis i els jardins de la part baixa és de finals del segle xix. Actualment és un espai amb diferents nivells: a la part superior hi ha una esplanada arbrada amb pins, que s'utilitza per a activitats de lleure. Immediatament per sota, hi ha un espai de transició amb sauló i vells plàtans d'ombra que separa el jardí històric, amb una profusió vegetal considerable, pròpia dels jardins d'aquella època.
El 1994 patí una remodelació que el va deixar sense alguns dels seus trets característics propis dels jardins romàntics, tals com la circulació d'aigua, la gruta o les fonts. Elements que s'han intentat recuperar en les darrers actuacions de millora del parc.
Jardins i l'esplanada
Els jardins creen un espai amb un ambient ombrívol, íntim i protector, que embolcalla al passejant. A dins, els camins de sorra recorren la zona relligant elements: parterres de formes i mides variables, recoberts i vorejats d'heura, amb arbres centrals i restes de rocalles, reproduint cascades, estanyols i brolladors, recorden el seu marcat caràcter romàntic. El verd perennifoli de pins, cedres, teixos, llorers, còculs, entre altres espècies dominen el parc tot l'any, mentre que algunes taques dels arbres caducifolis són els que ressalten els canvis estacionals. Per tant, cal remarca la diversitat vegetal i una notable presència d'arbres singulars i arbusts convertits en petits arbres. Precisament, entrant pel carrer de la Seu d'Urgell hi ha una placeta envoltada de palmeres de diferents espècies que contrasta amb els voltants.
L'esplanada és el sector més enlairat i assolellat, havia estat dedicat tradicionalment al conreu d'hortes i arbres fruiters per a consum familiar. Avui és un gran plaça del parc, que acull activitats lúdiques i de lleure. La vegetació que destaca més d'aquesta zona són els pins pinyers, també hi ha alguns roures aïllats, alzines, lledoners i algun eucaliptus. Cal fer especial esment d'una nolina, el «Canelobre», de més de cent anys, una de les singularitat botàniques més notables de la xarxa de parcs metropolitans.
Cases Coma i Cros
Entre els jardins i l'esplanada hi ha dues cases de família, separades per un pati central amb palmeres, algunes molt poc habituals, com la bútia, o singulars com la palmera de dàtils. Els edificis són de belles i senzilles línies arquitectòniques, amb galeries i terrasses abocades al pati que disposaven antigament d'una gran riquesa de mobiliari i elements decoratius.
A mitjans del segle xix, la societat Coma, Ciuró i Clavell va adquirir una fàbrica de teixits de cotó al carrer de la Seu d'Urgell de Badalona, la qual sembla correspondre a una part de l'antic mas, on hi havia dues cases pairals. Posteriorment, va ser utilitzada com a finca d'esbarjo de la família Coma i Cros, que el 1969 la cedí per a l'Escola Artur Martorell, traslladada el 2007 a un nou edifici dins del parc.

### Ca l'Arnús
El conjunt de Ca l'Arnús esdevé únic a la ciutat per les seves edificacions singulars, com per la seva riquesa vegetal i faunística, testimonis vivents de com estava estructurada la vida, el lleure i l'acolliment de la gent de famílies benestants del segle xix.
La part més antiga dels jardins data de 1870-1880. Té un disseny romàntic propi dels jardins de l'època, amb una vegetació frondosa i tupida on predominen els còculs, palmeres, pins, eucaliptus, plàtans, margallons, xiprers, bambús, casuarines, bellaombres, entre altres espècies, molts d'aquests arbres són centenaris i de grans dimensions; diferents camins i recorreguts sinuosos recorren el jardí, combinats amb elements romàntics com el gran llac navegable, les fonts ornamentals, escultures, grutes i zones de cascada o glorietes. Destaquen els edificis relacionats amb el jardí: la torre Arnús, el castell del llac, la torre de l'aigua i la torre del rellotge. Els camins són els eixos principals de la finca, des del carrer Sant Bru i des de la riera de Canyadó, dos passeigs de plàtans a banda i banda entren al jardí.

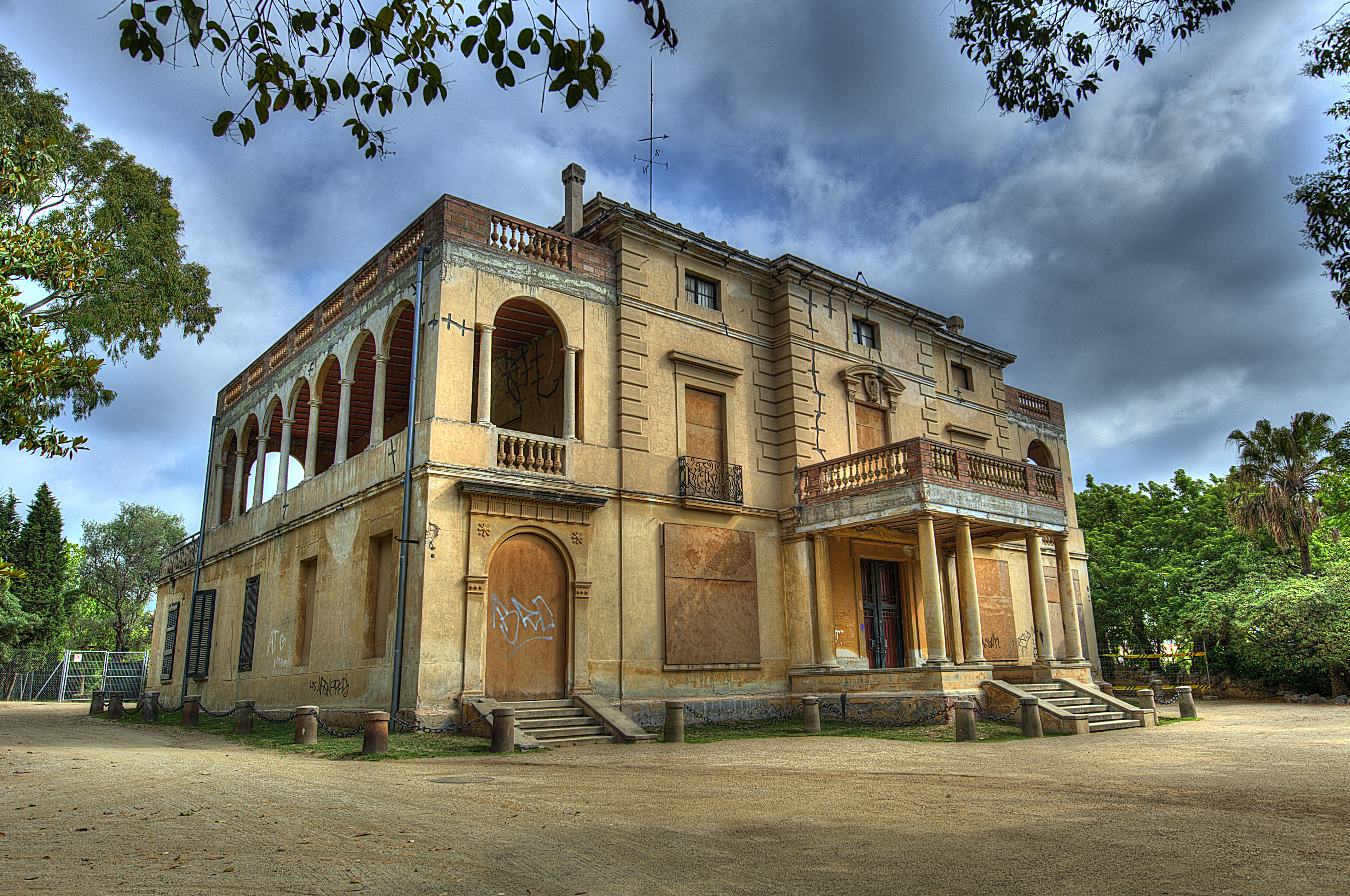
Torre Arnús

#### Torre Arnús
La casa, d'estil neoclàssic, és quadrangular, amb planta baixa, pis i golfes. Té a la façana principal, un porxo amb quatre columnes que sostenen les terrassa que mira al mar. Als laterals hi ha galeries amb arcades i un terrat, orientat a muntanya, a la part de darrere.

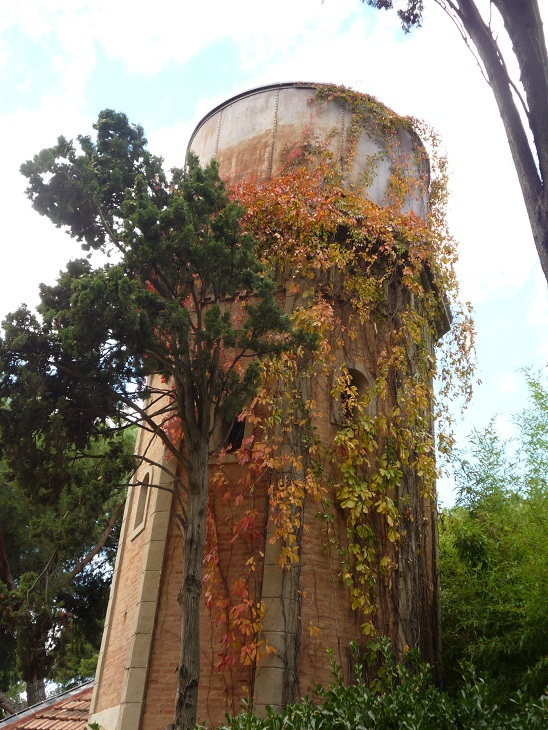
Dipòsit d'aigua

#### Jardí dels còculs i plaça de la glorieta
Prop de la torre Arnús hi el jardí dels còculs. En un dels parterres propers hi ha un bust d'Evarist Arnús, però l'element més remarcable d'aquesta zona és la torre del Rellotge (1883), a dins de la qual hi ha troba una estació meteorològica que feu construir Arnús, dotada d'un calendari perpetu i de tots els instruments de mesura (termòmetre, pluviòmetre, higròmetre, etc.) de la prestigiosa marca Ferrer, Collin i Cia. Està folrada en fusta per la part exterior, i originalment estava a tocar de l'antic Teatre Líric de Barcelona, fundat també per Arnús, situat al passeig de Gràcia i als carrers de Provença, Pau Claris i Mallorca. El 1900, després de l'enderrocament del teatre, el seu fill Emili Arnús va decidir traslladar-lo als seus jardins de Badalona. Ha estat restaurat en els darrers anys.
Immediat a aquesta espai hi ha una plaça més oberta, amb una glorieta com a element central. Al prat contigu hi ha les dues úniques escultures que han quedat al parc de les moltes que l'havien adornat antigament: un Hèrcules Farnese i una Venus púdica, formaven part del jardí neoclàssic de finals del xviii i van ser les úniques que es van salvar després de l'ocupació del parc pels militars durant la Guerra del Francès. Entre aquest espai i el jardí dels còculs hi ha el camí dels xiprers, que inicia el seu recorregut al límit superior de la finca, on hi ha la font de Sant Antoni i el mirador del llac. És el camí central que connecta les distintes parts del jardí de Ca l'Arnús. Passada la bassa, a mà esquerra, hi ha la torre de l'Aigua. Construïda al voltant de 1887, està feta en maó vist, peces de pedra calcària i el dipòsit de ferro, la seva funció era emmagatzemar i distribuir aigua del pou.

#### Llac, Castell i la Casa Nova

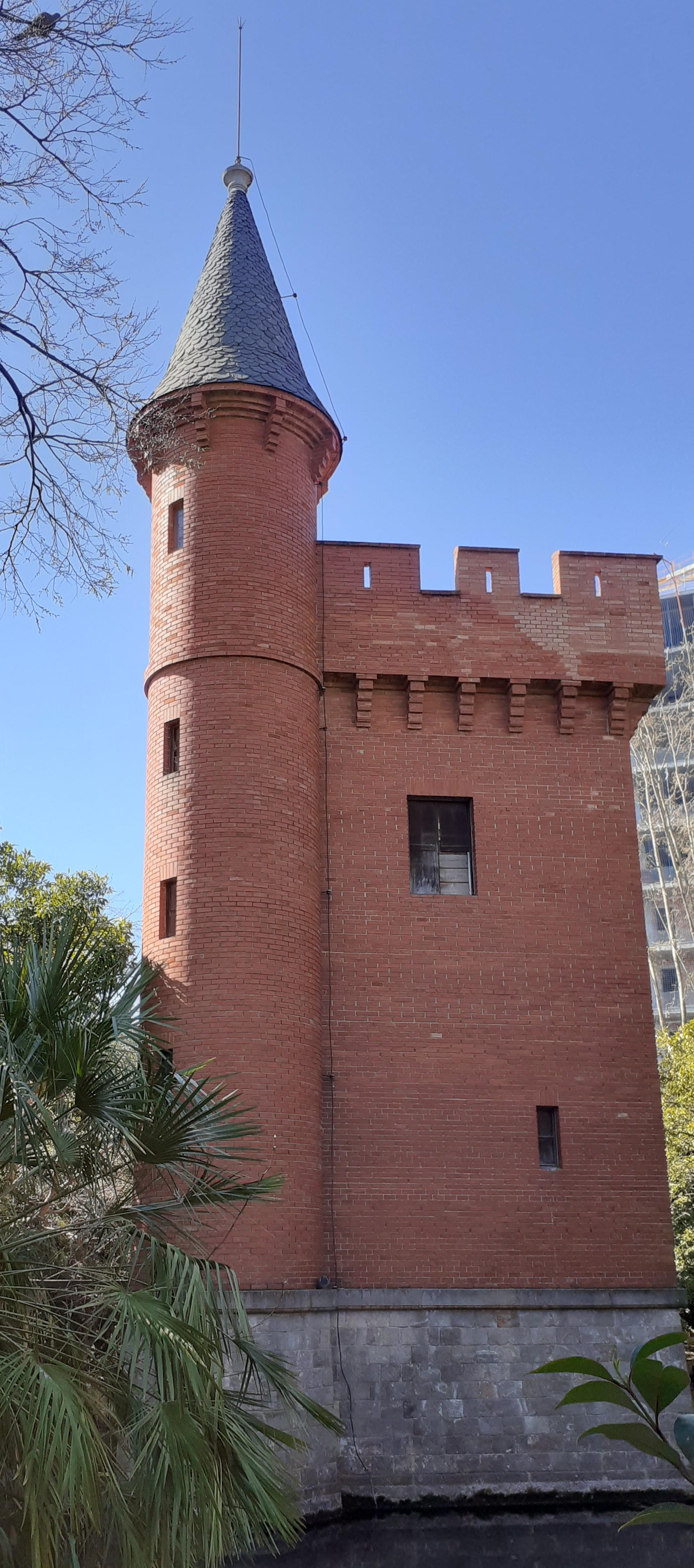
Castell del llac

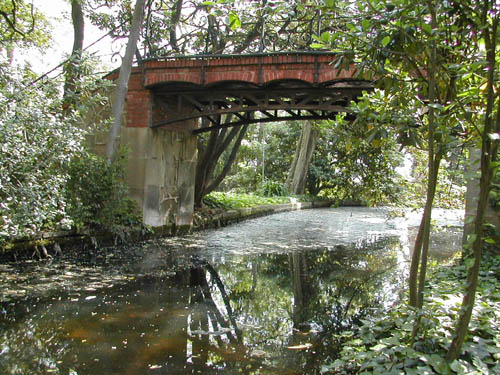
Pont sobre el llac

El llac és un dels elements més característics del parc. L'embolcalla una gran massa de vegetació rica i diversa: palmeres, arbres de l'amor i mimoses, enmig del llac hi el Còcul Gros de Ca l'Arnús, el més robust i corpulent dels que hi ha al parc. Alimentat antigament per una mina, avui perduda, la seva forma recorda a un vuit aplatat, sent-ne dues illes els buits. Compta amb tot un sistema de ponts i camins, que crea una sensació de trobar-se en un lloc amagat i impenetrable.
L'altre element singular és el castell, d'estil neogòtic, amb merlets al cim, festejadors a les finestres, pont llevadís i embarcador, s'aixeca sobre les aigües i dona un aire més romàntic al jardí. De planta quadrada, té planta baixa, pis i golfes. Dues galeries toscanes, d'arcs de mig punt, flanquegen la façana, on l'accés és jerarquitzat per una columnata.
L'element final de Ca l'Arnús és la casa nova, construïda a mitjans del segle xx al costat del llac, de línies senzilles i elegants. Té forma rectangular, planta baixa i un pis i galeries als laterals. Plantes enfiladisses de diferents espècies i colors adornen la façana. Davant hi ha una piscina vorejada per un semicercle d'arbusts retallats. A mesura que hom s'allunya més de la casa la vegetació es va fent més densa i esdevé un petit bosc, on dominen els pins i les alzines, enmig d'una gran diversitat d'arbres i arbusts.

## Activitats
Al llarg de l'any s'hi celebren diversos actes: Festes de Maig, lloc de celebració de la Festa del Badiu i d'alguns del concerts que es realitzen en el marc de les festes, igualment amb els concerts de la Festa Major d'Agost. Al setembre també s'hi celebren els actes de l'aplec de la sardana.
El Museu de Badalona hi realitza visites guiades periòdicament.

## Transports
El contorns del parc tenen una sèrie de parades d'autobús, tots operats per TUSGSAL.
- B2 (Badalona Canyadó - Sta. Coloma H. Esperit Sant)[18]
- B4 (Badalona Mas Ram - Badalona Montigalà)[19]
- B29 (Badalona Montigalà - Tiana Poliesportiu)[20]
- B30 (Sta. Coloma Can Franquesa - Tiana La Virreina)[21]
- B31 (Badalona Manresà - Sta. Coloma Pl. de la Vila)[22]
- B44 (Badalona Pomar - Badalona Av. Martí Pujol)[23]
- N9 (Barcelona Pl. Portal de la Pau - Tiana Edith Llaurador)[24]